# Brooklyn Decker
Brooklyn Decker (Kettering, Ohio, 12 april 1987) is een Amerikaans model en actrice.
Ze is vooral bekend vanwege haar verschijningen in de Sports Illustrated Swimsuit Issue in de edities sinds 2006, maar verscheen ook meerdere malen in Teen Vogue, Cosmopolitan, FHM en Glamour. Ook had ze meerdere korte optredens in tv-series, waaronder Royal Pains, Ugly Betty en Chuck.
Decker wordt vertegenwoordigd door het modellenbureau Marilyn Agency. In 2011 vertolkte ze een hoofdrol in de film Just Go with It. In 2012 vertolkte ze een hoofdrol in de films Battleship en What to Expect When You're Expecting.
Ze trouwde op 17 april 2009 met voormalig tennisser Andy Roddick.

## Filmografie

### Films
- Lovesong (2016) - Lily
- Results (2015) - Erin
- Casual Encounters (2015) - Laura Leonard
- Stretch (2014) - Candace
- Battleship (2012) Samantha Shane
- What to Expect When You're Expecting (2012) Skyler Cooper
- Just Go with It (2011) - Palmer Dodge

### Televisie
- Grace and Frankie (2015)
- Friends with Better Lives (2014, 12 afleveringen)
- New Girl (2013, seizoen 2, aflevering 15)
- The League (2012, 3 afleveringen)
- Chuck (2009, seizoen 2, aflevering 15)
- Royal Pains (2009, seizoen 1, aflevering 8)
- Ugly Betty (2009, seizoen 4, aflevering 4)
- Lipshitz Saves the World (2007) - Rebecca Fellini

- Biblioteca Nacional de España: XX5445868
- Gemeinsame Normdatei: 1140763296
- International Standard Name Identifier: 0000 0004 4461 4688
- Library of Congress Control Number: no2010154506
- Virtual International Authority File: 135292704
- WorldCat: E39PBJpPGt7XgB6qXqvvgbhCQq